# IRNSS
IRNSS(Indian Regional Navigation Satellite System)는 인도가 독자적으로 구축하려는 인공위성 7개로 구성된 GPS 시스템이다.

## 역사
1999년 5월, 파키스탄과 카르길 전쟁이 발생했다. 미국이 인도에 적대적이었고, 따라서 이런 경우에 미국 GPS에 의존하는 것은 문제가 있었다. 독자개발 계획이 입안되었으며, 2006년 5월 개발이 승인되었다.
총개발비는 1억 9800만 달러(2,000억 원)이며, 지상설비 구축에 4200만 달러(430억 원), 7개의 인공위성은 각각 2100만 달러(220억 원), 7개의 PSLV-XL 로켓은 각각 1800만 달러(200억 원)이 들 것이다. 로켓이 개량될 계획인데, 개량비가 1억 2700만 달러(1,300억 원) 정도 들 계획이다.
2013년 7월 1일 최초 인공위성이 발사되었고, 2018년 4월 12일 7번째 위성이 발사되었다. 시험발사 2회를 포함 모두 9회 로켓이 발사되었다. 위치 오차는 민간용 10 m, 군사용 0.1 m이다. 2018년부터 가동에 들어갔다.

## 같이 보기
- QZSS